# Coelosphaera cryosi
Coelosphaera cryosi är en svampdjursart som först beskrevs av Boury-Esnault, Pansini och Uriz 1994.  Coelosphaera cryosi ingår i släktet Coelosphaera och familjen Coelosphaeridae. Inga underarter finns listade i Catalogue of Life.